# Jaghazour
Jaghazour est un village de la région de Latchine en Azerbaïdjan.

## Histoire
En 1992-2020, Jaghazour était sous le contrôle des forces armées arméniennes. Le 1er décembre 2020, le village repasse sous la souveraineté de l'Azerbaïdjan, comme l'ensemble du raion de Latchine, conformément à l'accord de cessez-le-feu du Haut-Karabakh.

## Population
Selon les statistiques de 2011, la population du village était de 780 personnes.

## Économie
La principale occupation de la population était l'élevage et céréaliculture .

## Culture
Il y avait une école maternelle, une école secondaire, une bibliothèque, un centre médical, un bureau de poste, 2 bâtiments administratifs dans le village de Jaghazour.